# Indonesische mythologie
De mythologie van Indonesië is heel divers, anders dan bij andere landen of culturen met een relatief homogene bevolking zoals Egypte, Griekenland of Japan. Dit komt doordat de Indonesische bevolking bestaat uit honderden etnische groepen, elk met hun eigen mythen en legenden die uitleg geven over de oorsprong van hun volk, de verhalen van hun voorouders en de demonen of goden in hun geloofssystemen.
Ondanks de verschillen in religie en cultuur heeft de Indonesische mythologie een terugkerend karakter, zoals het idee van een universum dat bestaat uit zeven lagen onder en zeven lagen boven deze wereld. Ook leeft het idee van de eenheid van alle levensvormen, die het sterkst terugkomt in het geloof van de inheemse bevolkingsgroepen van Malakka en Borneo.

## Buitenlandse invloeden
Indonesië is cultureel gezien een van de meest gevarieerde landen van de wereld. Het is beïnvloed door het hindoeïsme en boeddhisme en vanaf de 16e eeuw de islam, die door Arabische kooplieden werd verspreid. In geïsoleerde gemeenschappen wordt ook het oeroude animisme nog aangehangen.
De tendens bestond om oudere tradities te vermengen met nieuwere buitenlandse ideeën. Bijvoorbeeld kon de voorouderlijke mythologie worden gemengd met buitenlandse mythologie, zoals hindoe-, islamitische of christelijke Bijbelse mythologie.
Sommige inheemse Indonesische etnische groepen, zoals de Toraja's, Nias, Bataks, Dajaks en Papoea's, die tot in recente eeuwen geïsoleerd waren van de rest van de wereld hebben hun eigen mythen en goden. In contrast daarmee zijn de Javanen, Balinezen en in zekere mate de Soendanezen al in de eerste eeuw na Chr. beïnvloed door hindoeïstische, boeddhistische en Vedische mythologie. hindoegoden, legenden en epische verhalen zoals de Ramayana en Mahabharata werden overgenomen en aangepast tot een unieke lokale vorm.

### Hindoeïstische en boeddhistische invloed

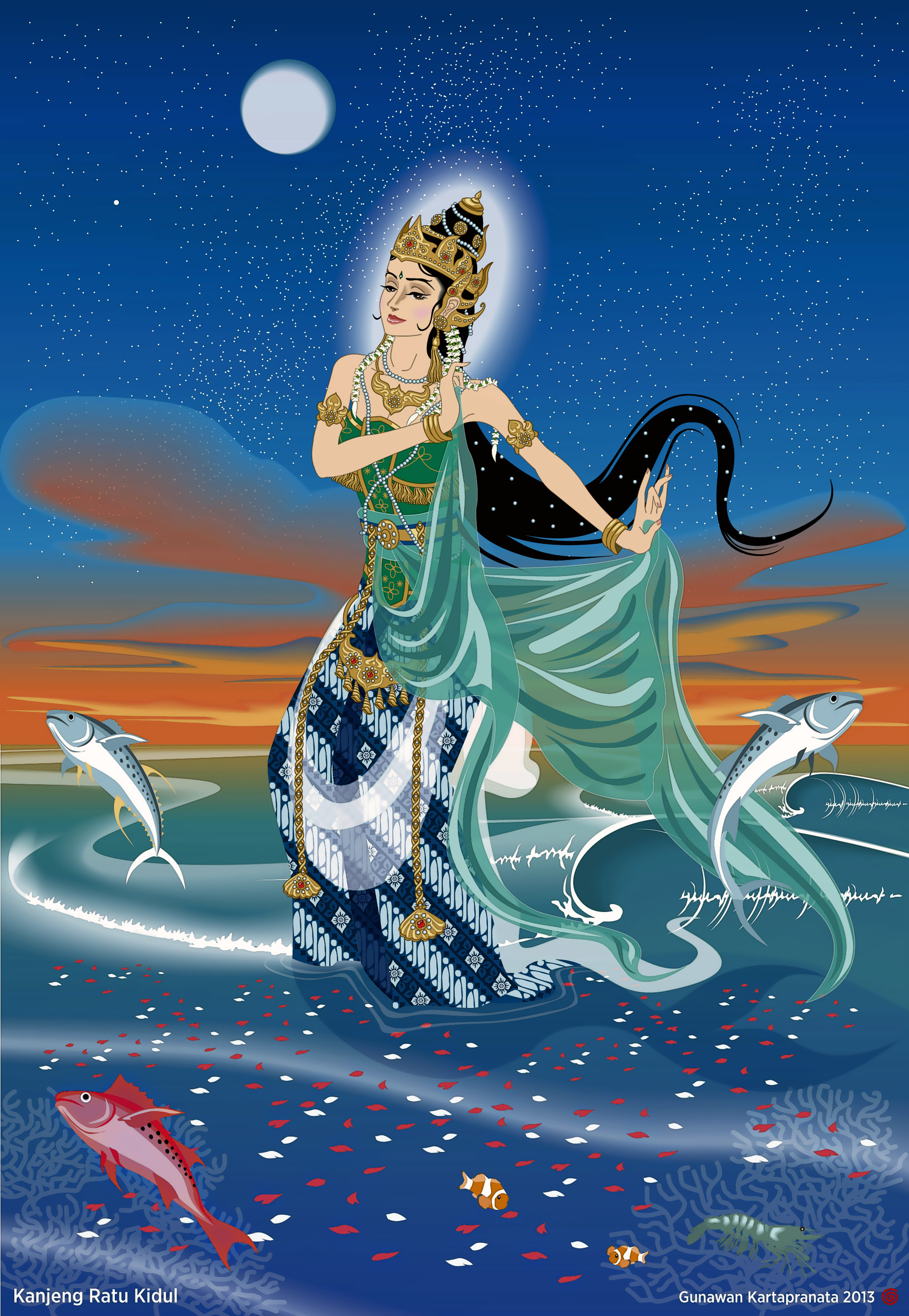
Nyai Loro Kidul

Vele hindoeïstische en boeddhistische mythische wezens hebben een rol in Javaanse en Balinese mythologie, inclusief hindoeïstische goden en helden, devata's, asura's, apsaras (bekend als hapsari of bidadari), kinnara's enzovoort, terwijl eigen natuurgoden zoals Semar, Dewi Sri, en Nyai Loro Kidul ofwel geïdentificeerd worden als hun hindoetegenhanger ofwel een plek hebben in het eigen Javaans-Balinese hindoepantheon dat in India niet bekend is. Zo werd bijvoorbeeld de eigen rijstgodin Dewi Sri geïdentificeerd met Lakshmi de shakti van Vishnu, en Semar en zijn zonen de Punakawans werden opgenomen in het epische verhaal Mahabharata in de Javaanse wajang koelit, als de clown-bedienden van de Pandawas. Verschillende namen verwijzen naar goden, zoals dewa (devas), dewi (devi), dewata (devatas), en in inheemse tradities gewoonlijk Batara (mannelijke godheid) en Batari (vrouwelijke godheid) genoemd. Deze namen zijn verwant aan de inheemse Filipijnse mythologie van Bathala en Diwata.

### Islamitische invloed
Na de komst van de islam naar de Indonesische archipel kwam de islamitische mythologie, vooral waar het ging om spirituele wezens zoals djinns en engelen, de Indonesische mythologie binnen. In Sumatra, Maleisië, Atjeh en Minangkabau werd de eigen mythologie bijna helemaal verdrongen door islamitische mythologie. Desondanks bestaat het geloof in lokale geesten zoals de bewaker van het bos, de geest van het water of betoverde plaatsen nog steeds, vaak geassocieerd met een djinn of de gekwelde ziel van een overleden mens.

## Scheppingsverhaal
Scheppingsverhalen geven uitleg over de schepping van het heelal en de wereld en de landen. Ze leggen vaak het verhaal van de voorouders uit. De meeste inheemse Indonesische etnische groepen, vooral diegene die niet beïnvloed zijn door andere tradities, geven uitleg over de oorsprong van het universum, goden en godheden, en hun voorouders.
De vroegere bevolking op Java en Bali geloofde in een onzichtbaar geestelijk wezen met bovennatuurlijke krachten, geïdentificeerd als hyangs. Deze geest kan ofwel goddelijk ofwel voorouderlijk zijn. De verering van deze entiteit kan worden teruggevonden in Sunda Wiwitan, Kejawen, en Balinees hindoeïsme.
Op Sumatra geloofde men dat God in de oertijd in plaats van een vrouw een fabelachtige kip had, Manuk Manuk. Zij legde reusachtige eieren, waar drie goden uit kwamen die drie lagen van het universum creëerden: de bovenwereld (hemel), de middenwereld (aarde) en de onderwereld. De middenwereld bestond alleen uit zee. De dochter van de schepper Bataru Guru, Boru Deak Paradjar, sprong om de god Mangalabulan te ontwijken vanuit de bovenwereld in de zee. Toen een zwaluw Bataru Guru vertelde wat er was gebeurd, stuurde hij een vogel terug met wat zand om op het water te leggen. Het land dijde uit tot land en Bataru Guru legde er wat zaad op, waaruit allerlei planten en dieren ontstonden. Daarna stuurde hij zijn incarnatie naar de aarde om de wereld te bevrijden van de Naga Padoha, de slang die de onderwereld beheerst.
Het idee van een slang en een boven- en onderwereld treedt ook op in de scheppingsmythe van de Dajaks, de inheemse niet-islamitische bevolking van Borneo. Bij de Dajaks bestond een oertijd waarin alles in de bek van de opgerolde waterslang zat opgesloten.

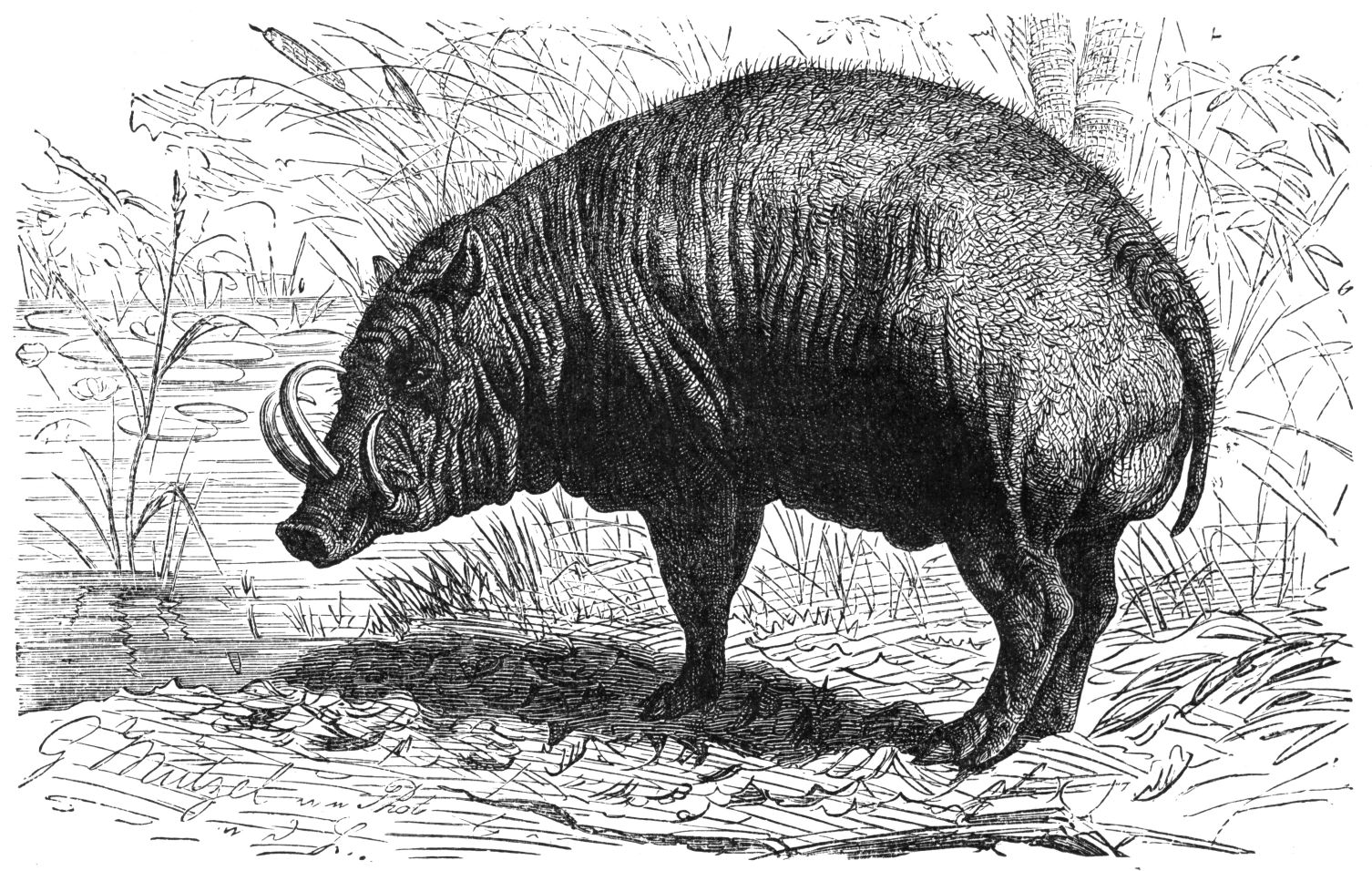
Babiroesa

Volgens de mythe van sommige etnische groepen op Sulawesi zat de aarde op de rug van een gigantische babiroesa ('hertzwijn'). Er was een aardbeving toen het zwijn jeuk had en zijn rug schuurde tegen een enorme palmboom. Deze mythe heeft een tegenhanger in de hindoe-mythe van Varaha, de derde avatar van Vishnu als een gigantisch zwijn dat de wereld op zijn rug droeg.

## Schimmenspel
Mythen werden traditioneel verteld door uitvoeringen. Het bekendst zijn de wajang, een schimmenspel uit Java. Vooral op Java en Bali zijn deze uitvoeringen sterk ontwikkeld. Bij wajang worden bewerkte poppen achter een verlicht scherm bewogen. Hoewel het schimmenspel in veel streken in Zuidoost-Azië voorkomt is het alleen op Java een belangrijk expressiemiddel geworden voor religieuze en mystieke ideeën. Er wordt aangenomen dat deze techniek in de 10e eeuw in India is ontstaan, wat waarschijnlijk verklaart dat de belangrijkste figuren uit het schimmenspel uit de grote heldendichten van de hindoeïstische mythologie komen, het Ramayana en het Mahabharata, zelfs nadat Java overwegend islamitisch werd. Vooral het verhaal van de vijf broeders Pandava is een bekend verhaal. Schimmenspellen kunnen de hele nacht duren, traditioneel verschijnen de goede personages aan de rechterzijde van het scherm en de slechte personages aan het linker. Wajang-uitvoeringen worden gewoonlijk opgevoerd bij vieringen als huwelijken en verjaardagen maar ook bij islamitische feestdagen.